# Lukov (Vraný)
Lukov (Duits: Lukau of Lukau bei Wranney) is een Tsjechische plaats in de gemeente Vraný in de regio Midden-Bohemen en maakt deel uit van het district Kladno. Het dorp ligt op ongeveer 3 km afstand van Vraný.
Lukov telt 82 inwoners (2021).

## Geschiedenis
De eerste schriftelijke vermelding van het dorp dateert van 1227.
In 1980 werd Lukov geannexeerd door Vraný.

## Verkeer en vervoer

### Spoorlijnen
Er is geen station in Lukov. Het dichtstbijzijnde station is Vrbičany, in de gelijknamige aangrenzende gemeente. Dat station ligt aan spoorlijn 110 Kralupy nad Vltavou - Slaný - Louny.

### Buslijnen
Er is één bushalte in Lukov:
| Halte        | Lijn | Traject               | Vervoerder |
| ------------ | ---- | --------------------- | ---------- |
| Vraný, Lukov | 590  | Vraný - Nové Strašecí | ČSAD Slaný |

## Bezienswaardigheden
- Sint-Joriskerk;
- Herberg op nr. 4.

## Galerij

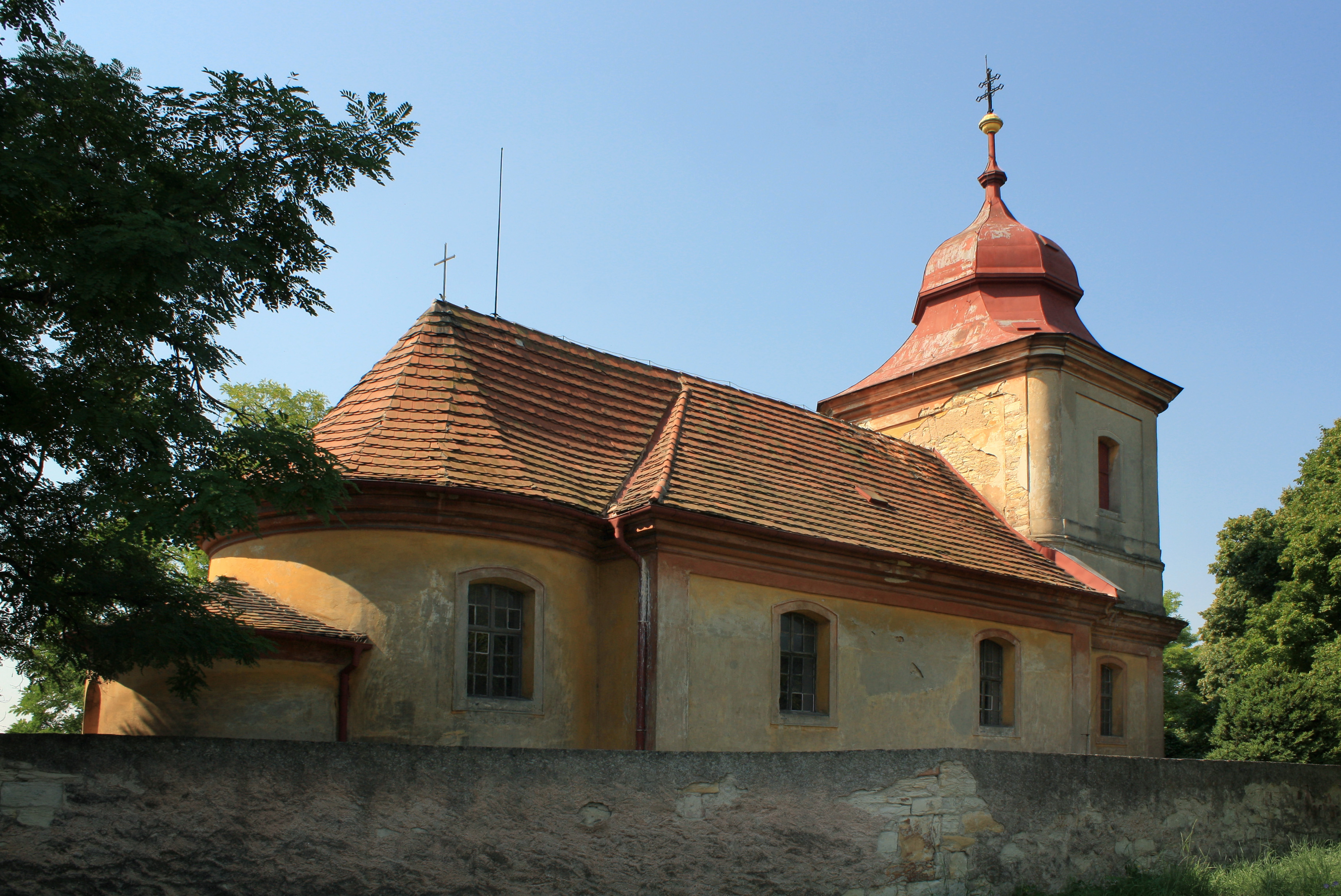
Sint-Joriskerk
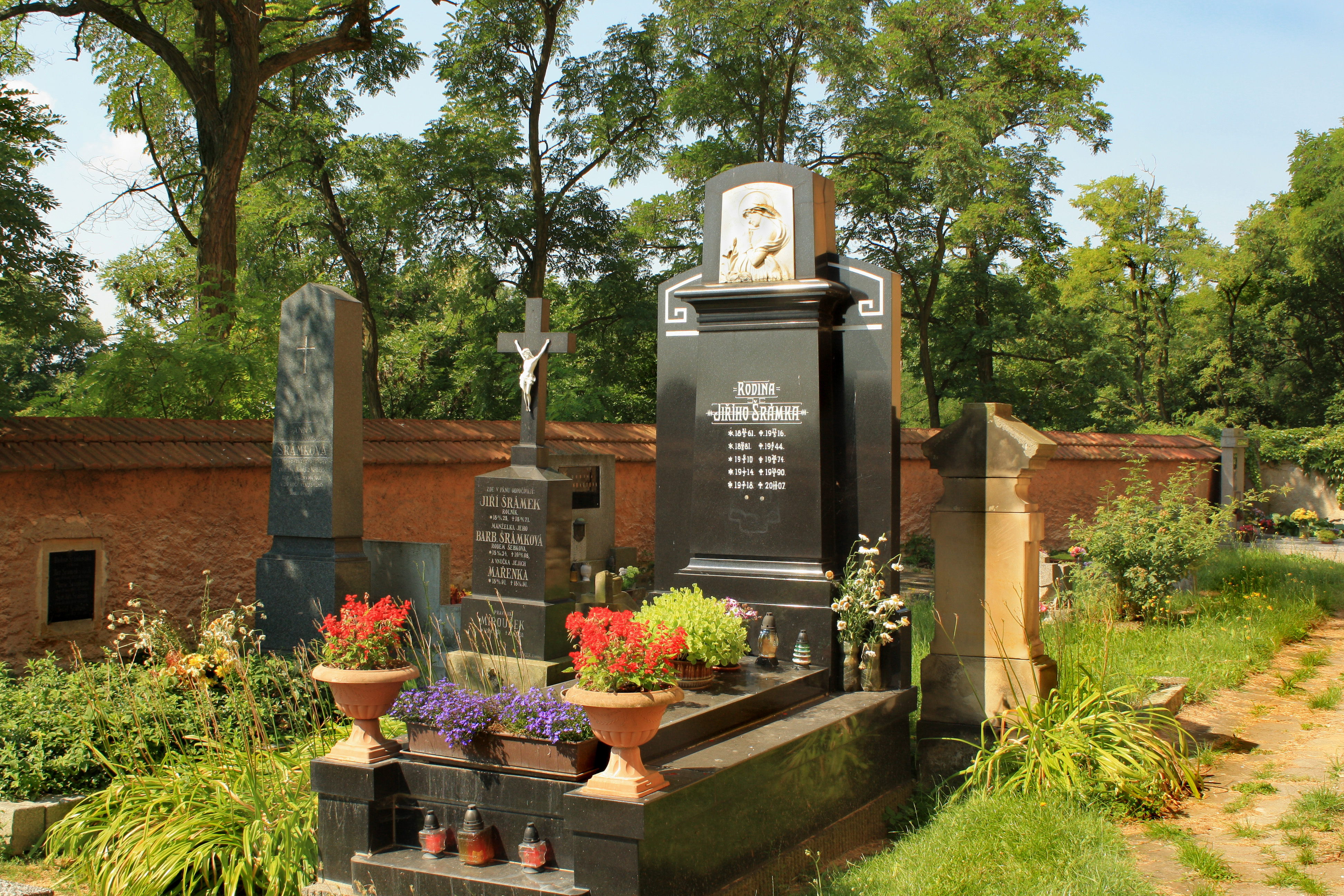
Dorpskerkhof
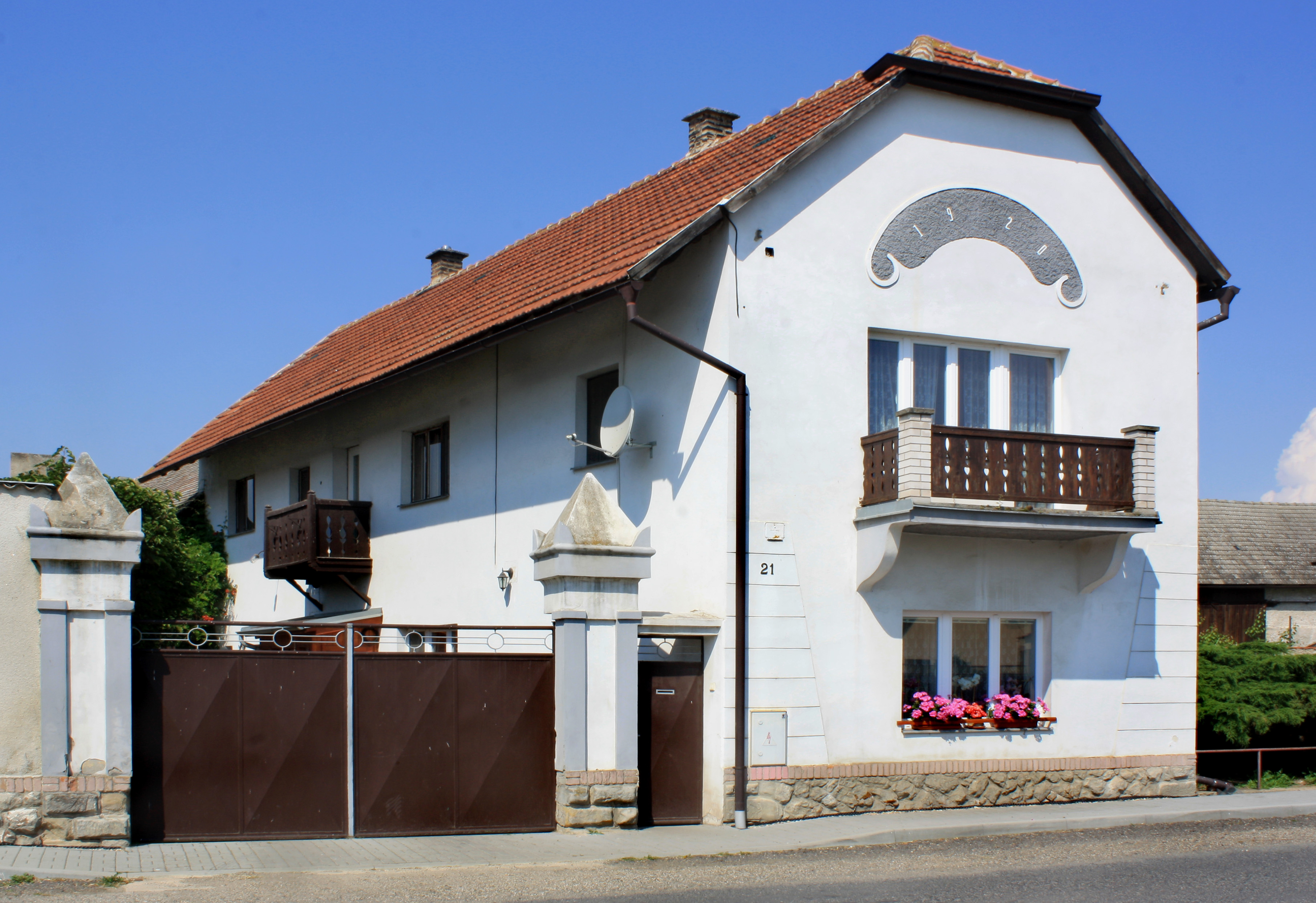
Huis in het dorp (1)
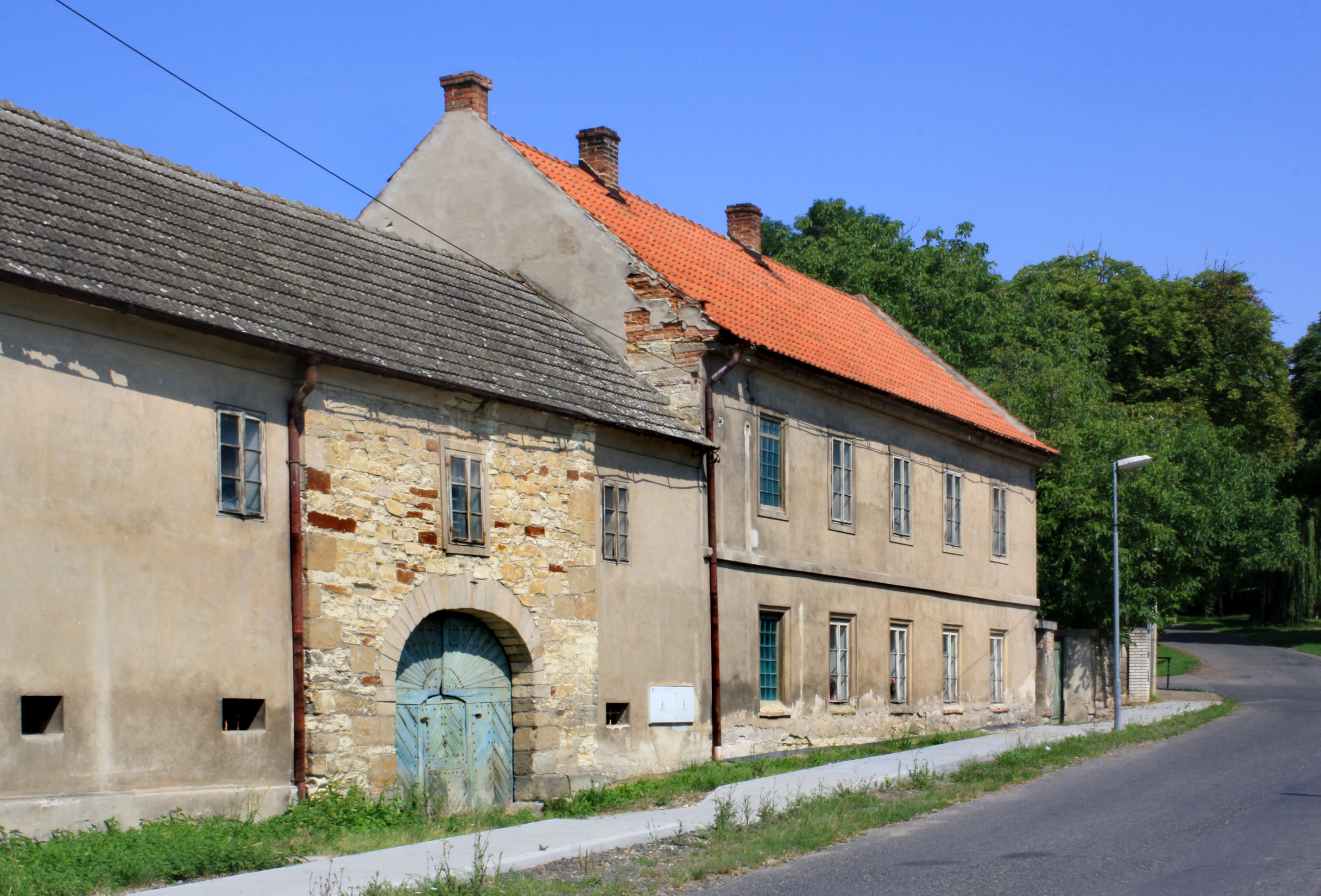
Huis in het dorp (2)
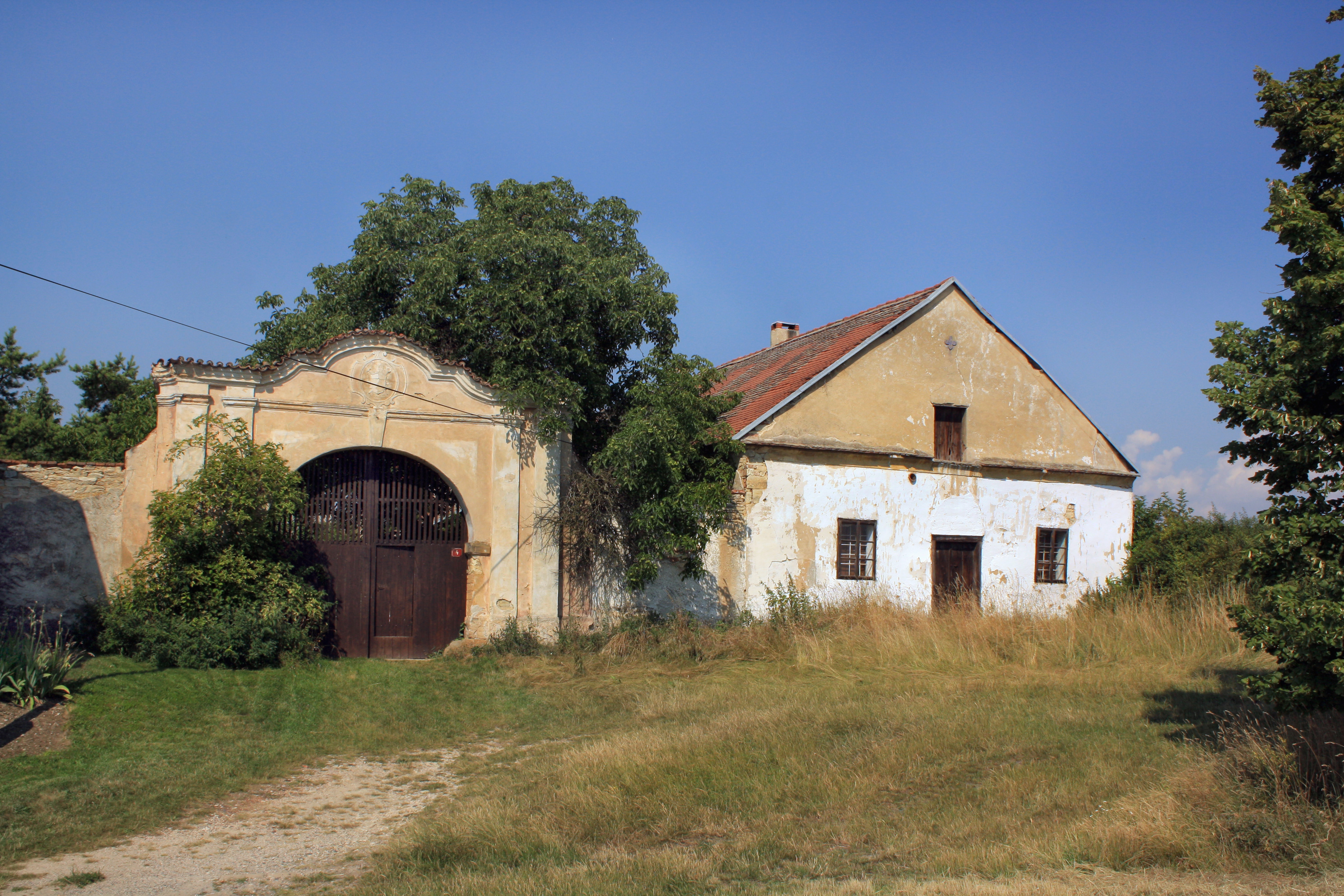
Monumentale herberg